# 郭雁紅
郭雁紅（？—）是一名香港游泳運動員。五十年代曾多次參與維港渡海泳，最佳成績為亞軍。女子220碼仰式項目曾經游出3分18秒6的成績，一度成為香港紀錄。她也代表中華民國參加1954年亞洲運動會，於女子4×100公尺自由式接力項目獲得銅牌。

## 個人紀錄
- 220碼仰式－3:18.6